# 黄岐山摩崖石刻
黄岐山摩崖石刻，位于中国广东省揭阳市黄岐山，为揭阳市的一个市、县级文物保护单位，类型为石窟寺及石刻，公布时间为1996年。
黄岐山摩崖石刻的历史年代为宋－民国。